# 시흥향교
시흥향교는 서울특별시 금천구 시흥동에 있던 향교이다. 1914년에 시흥군과 과천군과 안산군이 시흥군으로 합쳐진 후 일제말에 일제의 1군 1향교 원칙에 따라 폐지되었다. 해방 후 과천향교가 시흥향교로 바뀌었다가, 1996년에 과천의 시흥향교가 과천향교로 명칭을 복구하였다.